# Colle di Sant'Ambrogio
Il Colle di Sant'Ambrogio è una collina che si eleva per 533 metri, quindi poco sotto al limite per essere considerato una montagna. Il colle è posto a Bizzarone subito a sud del confine svizzero e domina quindi la Valmorea.